# Dan Spielman
Dan Spielman, född 1979 i Melbourne, Victoria, är en australisk skådespelare.
Spielman har bland annat medverkat i TV-serierna Bad Behaviour, The Code och North Shore.

## Filmografi (i urval)
- 2014–2016 – The Code (TV-serie)
- 2023 – North Shore (TV-serie)
- 2023 – Bad Behaviour (TV-serie)